# Elle

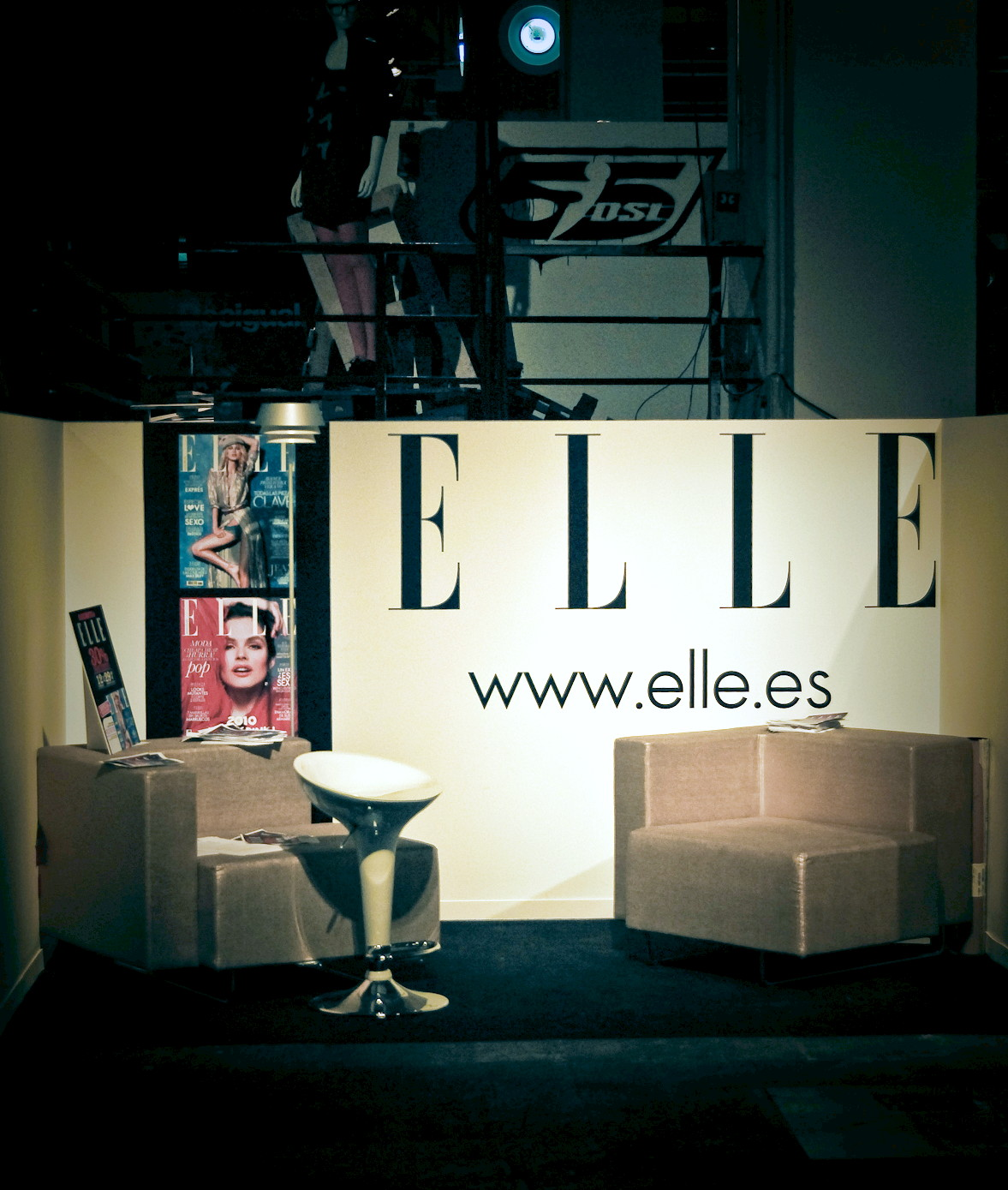
Revista Elle en la feria The Brandery (2010)

Elle (estilizado como ELLE) es una revista mundial que se enfoca en moda, belleza, salud y entretenimiento dirigida a mujeres. Fue fundada por Pierre Lazareff y su esposa Hélène Gordon en 1945.
ELLE es propiedad del Grupo Lagardère de Francia y es publicada en los Estados Unidos por Hearst Magazines,  en Argentina por Grupo Clarín, en Singapur por Mediacorp, en Alemania por Hubert Burda Media y en México por Editorial Televisa (desde 1994 hasta 2002) y posteriormente por Grupo Expansión. La primera edición en el Reino Unido se publicó en noviembre de 1985. Un año después, en 1986, ELLE llega a España de la mano de Hachette Filipacchi, S.A. (propiedad de Grupo Lagardére) siendo actualmente publicada por Hearst España.
En 1994, ELLE llegó a Chile de la mano de Editorial Andina y en 1996 pasó a ser de Editorial Televisa Chile, pero en 2002 pasó a manos de Holanda Comunicaciones, quien obtuvo los derechos de la revista francesa y el acuerdo con la empresa editorial chilena caducó en febrero de 2005 y la revista dejó de circular en esa fecha. En 2010, la marca ELLE vuelve a Chile, pero como línea de ropa de la mano de las multitiendas Falabella.
La edición brasileña llegó a los kioskos en mayo de 1988, con una portada de color verde amarillo con la modelo Julia Kowarick, tomada por JR Duran. En enero de 2018, cuando cumplió 30 años en Brasil, se realizó una nueva lectura de la misma portada, trayendo a la modelo negra Nayara Oliveira. Con un total de 54 mil copias vendidas, según IVC, siempre ha sido un líder en el segmento. Aun así, el 6 de agosto de 2018, Editora Abril, que hasta entonces tenía los derechos de publicación en Brasil, decidió suspender la circulación de la revista, junto con otros 9 títulos en la casa. La última edición fue completamente fotografiada en la Amazonía y habló sobre sostenibilidad.

## Premios ELLE
La revista es anfitriona de unos premios anuales; los ELLE Style Awards. Los ganadores son publicados en la revista.

## De interés
- De 1985 a 1989, Elle Macpherson apareció en todos los números de ELLE.
- ELLE quiere decir "ella" en francés.